# Gare de Cobalt
La  gare de Cobalt à Cobalt (Cobalt, Ontario) est desservie par  l'ONR jusqu'en 2012.

## Histoire

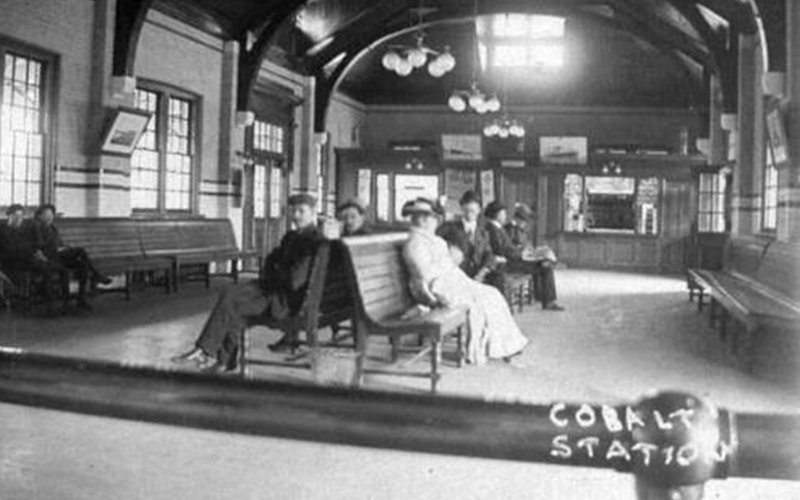
Intérieur de la gare.

La gare est construite in 1910, conçue par l'éminent architecte torontois John M. Lyle. Elle est construite pour remplacer une gare du livre-motif original du chemin de fer.